# فیادانانا (آنکازوبه)
فیادانانا (به لاتین: Fiadanana) یک منطقهٔ مسکونی در ماداگاسکار است که در آنالامانگا واقع شده‌است. فیادانانا ۲۷۷ کیلومتر مربع مساحت و ۱۴٬۷۸۴ نفر جمعیت دارد و ۱٬۰۰۵ متر بالاتر از سطح دریا واقع شده‌است.